# Négation du génocide des Tutsi au Rwanda
Pour les articles homonymes, voir Négationnisme (homonymie).
La reconnaissance juridique du génocide des Tutsi au Rwanda par le Tribunal pénal international pour le Rwanda, institué par le Conseil de sécurité des Nations unies, constitue la base internationale de droit qui fonde sa réalité avérée et certifiée et qui permet de parler de négationnisme à propos des contestations et remises en cause de son existence. Ce génocide a donné lieu à des analyses ou des lectures qualifiées de négationnistes[Par qui ?].

## Présentation générale
La convention pour la prévention et la répression du crime de génocide fut adoptée par l'assemblée générale de l'ONU à Paris en France, le 9 décembre 1948.
La reconnaissance juridique n'est pas la seule et unique référence. Les juristes s'appuient souvent sur des travaux historiques à travers des commissions d'enquête ou des enquêtes indépendantes. Comme pour le génocide des Juifs par les nazis qui fut reconnu par des historiens mais n'a pas été l'objet de décisions spécifiques lors du procès de Nuremberg, des enquêtes et des études historiques établissent le génocide des Tutsi. Plusieurs décisions d’acquittement du Tribunal pénal international pour le Rwanda (TPIR) montre que certaines accusations n'ont pas pu être maintenues faute de preuves réunies suffisamment solides, notamment quand des témoins font défection au moment du procès. L'absence de preuves suffisantes n'implique pas toujours que le fait n'a pas eu lieu et il peut arriver que des historiens, des journalistes, des enquêtes d'ONG, apportent des éléments différents des décisions juridiques. Les fondements d'une accusation de négationnisme dépendent donc du référentiel juridique et/ou historique.
Relèvent du négationnisme :
- la négation des événements ;
- la négation de la pertinence de l'utilisation du terme de génocide.

Même si la qualification de génocide n'est pas contestée, relève également de la négation du génocide des Tutsi la contestation de l'un des éléments défini à l'article 3 de la Convention pour la prévention et la répression du crime de génocide, s'il est établi que cet élément fut constitutif du génocide des Tutsi. Ainsi :
- la contestation de l’intention de génocide[source insuffisante] (intention rapportée par plusieurs responsables français auditionnés par les députés français[1]) ;
- la contestation de « l'entente en vue de commettre le génocide »[source insuffisante], reconnue dans certaines décision du TPIR (le Premier ministre, Jean Kambanda, le ministre de l’Information Eliézer Niyitegeka et la ministre de la famille Pauline Nyiramasuhuko) ;

En France, la négation des divers soutiens apportés au gouvernement rwandais avant et pendant le génocide fait partie du débat sur le négationnisme du génocide des Tutsi.[réf. nécessaire] Sur le plan juridique, aucune complicité n'a encore été établie, les procès étant en cours d'instruction à travers diverses plaintes « contre X » de rescapés Tutsi concernant des militaires français non identifiés par les plaignants. Sur le plan historique, de nombreux documents et études historiques traitent de cet aspect en en tirant des conclusions diverses et controversées.
Des historiens estiment que le droit n'a pas à dire l'histoire. D'autres estiment que dans un état de droit la liberté d'expression a des limites et que la contestation d'un crime avéré serait un encouragement à l’impunité.
Au Rwanda la constitution, une commission permanente et des lois encadrent la lutte contre « l'idéologie du génocide », idéologie qui a pour élément essentiel la négation de la qualification de génocide et de tous les éléments qui pourraient y concourir.

## Les diverses expressions de ce négationnisme
En 2010,  l'historien Jean-Pierre Chrétien affirme que le négationnisme du génocide des Tutsi serait « structurel » et aurait un objectif simple et évident, masquer la réalité : « Ce courant fonctionne en réseau en Europe et en Amérique du Nord. En France, il s’est manifesté surtout après les travaux de la Mission parlementaire de 1998, qui avaient ouvert la voie à une critique lucide de la politique française des années 1990 et 1994 et notamment à partir du 10e anniversaire du génocide, comme pour en brouiller l’image, en réaction aussi à la progression des travaux du Tribunal pénal international pour le Rwanda qui condamne le colonel Bagosora en décembre 2008. Il s’agit donc manifestement d’une mobilisation contre les différentes formes d’un travail de vérité. »

### La négation directe et l'inversion des responsabilités

#### La négation directe
La négation pure et simple considère qu'il n'y aurait eu au Rwanda que de simples massacres de masse, dont la quantité aurait été délibérément grossie par la propagande pro-FPR. Dans les procès devant le Tribunal pénal international pour le Rwanda (TPIR), plusieurs accusés ont tenté de contester l'existence d'un génocide au Rwanda. Conscient du temps perdu dans chaque procédure, le TPIR finit par instituer que le génocide n'avait plus besoin d'être prouvé. Le colonel Théoneste Bagosora déclara pour sa défense : « Moi, je ne crois pas au génocide. Au Rwanda en 1994, il y a eu des massacres excessifs auxquels il faut trouver une explication. ».
Au Canada, le livre du journaliste canadien Robin Philpot Ça ne s'est pas passé comme ça à Kigali nie l'existence du génocide des Tutsi. On ne trouve pas le mot « génocide » dans son livre. Cela a donné lieu à l'« Affaire Philpot ».

#### L'inversion des responsabilités dans le génocide
L'inversion de la responsabilité dans ce génocide est aussi une arme de ce négationnisme.
Le gendarme du GIGN, Thierry Prungnaud affirma dans le Point et dans une émission de France Culture en avril 2005, que ses supérieurs hiérarchiques leur expliquèrent en juin 1994 au début de l'opération Turquoise que c'étaient les Tutsi qui massacraient les Hutu. Le général Roméo Dallaire, ancien commandant de la Mission des Nations unies pour l'assistance au Rwanda raconte dans son livre qu'il avait perçu des propos négationnistes parmi les officiers français qu'il rencontra lors de l'opération Turquoise sur le terrain.

### La théorie du double génocide
Une vive polémique est entretenue par les courants soutenant l'ancien régime rwandais. Ils soulignent qu'une plainte a été déposée en 2005 devant la justice espagnole contre les chefs de l'Armée patriotique rwandaise (le bras armé du FPR) de Paul Kagame pour des crimes commis au Zaïre en 1996 contre les réfugiés Hutu et les citoyens espagnols d'une association humanitaire. Ils font aussi valoir qu'une instruction judiciaire a été menée en France sur les causes de l'attentat du 6 avril 1994 par le juge Bruguière. Ils en concluent que ces procédures remettent en cause l'interprétation des faits relatés ci-dessus au profit de la thèse du double génocide, assimilant les attaques menées par le FPR, au début des années 1990 au Rwanda et en 1996 au Zaïre, à un génocide des Hutu mené par les Tutsi.
François Mitterrand fut un des premiers initiateurs de la théorie du double génocide en parlant « des génocides » au Rwanda au sommet franco-africain de Biarritz en novembre 1994,. D'autres personnalités et des militaires français, comme Dominique de Villepin, Pierre Péan, le colonel Jacques Hogard ou Bernard Debré, le périodique AfriquEducation, défendent ou ont défendu aussi l'idée d'un « double génocide ».
La qualification de génocide des Hutu n'a jamais été reconnue par la communauté internationale. Le rapport de la commission des droits de l'homme de l'ONU, dit « rapport mapping » a évoqué cette question sans pouvoir établir ce génocide. Les exactions examinées et commises par l'armée rwandaise contre des Hutu regroupés au Congo ne présentent pas le critère prépondérant d'intention de détruire, en tout ou en partie, un groupe selon les termes de la Convention du 9 décembre 1948 sur le génocide. Les autorités rwandaises, les rescapés du génocide (Ibuka), Bernard Kouchner, le ministre des Affaires étrangères du gouvernement Fillon, des journalistes comme Patrick de Saint-Exupéry (Le Figaro), Jean Chatain (L'Humanité), Colette Braeckman (Le Soir), des ONG internationales telles que la Fédération internationale des droits de l'homme (FIDH), Human Rights Watch, Amnesty International ou françaises comme la LDH, le CCFD, et Survie, estiment que si des crimes sont à reprocher au FPR, ils ne peuvent être qualifiés de génocide et ne peuvent être opposés "en miroir" au crime de génocide du Hutu Power en 1994.
Lors de son audition par la mission d'information sur le Rwanda, Éric Gillet, membre du bureau exécutif de la FIDH déclarera : « S’agissant du FPR, l’objectif du génocide ne pouvait être retenu, dans la mesure où un groupe représentant 15 % de la population ne pouvait raisonnablement envisager d’éliminer les 85 % restants. Des massacres sélectifs, aux effets similaires, du type de ceux commis au Burundi en 1972 n’en restaient pas moins possibles. Même s’il n’est pas allé jusqu’à de telles actions, le FPR s’est conduit avec une grande violence qui n’est pas davantage justifiable, bien qu’en termes existentiels sa logique soit différente. Outre les massacres qu’il a commis à plusieurs reprises, il a en particulier refoulé des populations considérables devant lui, provoquant de très importants mouvements de déplacés, en particulier en février 1993. Il n’en reste pas moins que, notamment pour des raisons juridiques, il n’est pas possible d’établir une égalité entre le génocide et les violations des droits de l’homme commises par le FPR. »
Les rapports du sénat belge ou de la Mission d'information parlementaire sur le Rwanda des députés français, de l'ONU, de l'OUA constatent, sans aucune ambiguïté possible, le génocide des Tutsi, ainsi que le massacre des démocrates Hutu modérés qui pouvaient le faire échouer. En revanche, ils n'évoquent pas un éventuel génocide des Hutu. Bernard Kouchner, ministre des Affaires étrangères, déclarait en mars 2008, dans la revue Défense nationale et sécurité collective, dont le comité d'études est présidé par le général Christian Quesnot, ancien chef d'État-major particulier de François Mitterrand :

« Je ne peux pas cautionner cette vision simpliste et infamante qui fait des Tutsis les responsables de leur propre malheur, pas plus que je ne peux supporter d'entendre certains défendre la thèse d'un double génocide Tutsi et Hutu. »

La journaliste Colette Braeckman qualifie cette théorie du double génocide de révisionnisme, voire de négationnisme. Ainsi, l'historien et vice-président du collectif sans statut juridique intitulé Commission d'enquête citoyenne sur l'implication de la France au Rwanda, Yves Ternon, qui s'est penché dans ses recherches sur les génocides à travers le XXe siècle, estime que la théorie du « double génocide » n'est rien d'autre qu'une façon de nier le génocide des tutsis : « Le négationnisme se structura autour de quelques affirmations qui permettaient de dissimuler l’intention criminelle – constitutive du crime de génocide – sans nier la réalité des massacres et de soutenir la thèse du « double génocide ». »
La théorie du double génocide cherche à établir les responsabilités de l'actuel président du Rwanda dans un génocide des Hutu[réf. nécessaire] qui aurait eu lieu au Zaïre/RDC de 1996 à 2003 et même sa responsabilité dans le génocide des Tutsi selon la thèse du juge français Jean-Louis Bruguière dans son ordonnance de 2006. La question d'un génocide des Hutu qui aurait été commis par le FPR fut reposée dans un rapport de l’ONU, dit « rapport Mapping », en 2010. Ce rapport n'établit pas de génocide des Hutu par l'armée rwandaise.
Le politologue René Lemarchand, spécialiste de l'Afrique centrale, estime que les violences génocidaires de 1972 au Burundi, durant lesquels des dizaines de milliers de Hutus (peut-être 200 000 selon une estimation moyenne) ont été massacrés par l'armée à dominance tutsie, ont imprégné la mémoire collective hutue même au Rwanda ; il compare leur dynamique meurtrière à celle du génocide rwandais. Cette théorie des « genocidal twins » ne doit pas être confondue avec celle du double génocide.

### La négation des complicités dans le génocide des Tutsi
La convention pour la prévention et la répression du crime de génocide du 9 décembre 1948 fut ratifiée par la France le 14 octobre 1950, et par le Rwanda en 1975.
De nombreux ouvrages et articles d'observateurs, professionnels ou ONG des droits de l'homme parlent de complicité dans le génocide des Tutsi de la part des autorités françaises.[réf. nécessaire] Cette complicité n'a jamais été jugée devant une juridiction nationale ou internationale. Elle n'est donc pas établie juridiquement. Toutefois, selon la Commission d'enquête citoyenne, douze plaintes de Rwandais, sont en cours d'instruction au pôle génocide de la justice française. 
Des membres[Qui ?] des autorités françaises en poste au moment du génocide et dans les années précédentes, sont suspectés de complicité dans le génocide des Tutsi à cause de l'engagement français dans la période de 1990 à 1994 aux côtés des responsables rwandais du génocide. Cet engagement fut particulièrement souligné par le rapport parlementaire français, le rapport de l'OUA, le rapport commun de la FIDH et HRW, le rapport rwandais consacré à l'implication française et plusieurs ONG. 
Quelques militaires se sont désolidarisés des autorités françaises en dénonçant « la langue de bois » militaire et politique. En avril 2005, le sergent Thierry Prungnaud, gendarme du GIGN, affirmera dans l'hebdomadaire Le Point et au micro de France Culture, le 22 avril, qu'il aurait désobéi aux ordres le 30 juin 1994 pour porter secours aux rescapés Tutsi de Bisesero. Ces propos furent contestés par le général Jean-Claude Lafourcade qui affirme que Prungnaud était dans l'impossibilité de faire ce qu'il avance. Thierry Prungnaud affirme également que ses supérieurs hiérarchiques lui auraient expliqué que c'étaient les Tutsi qui massacraient les Hutu (inversion des responsabilités), qu'il aurait vu lui-même des soldats français entrainer des miliciens au maniement des armes en 1992.
Le lieutenant-colonel Guillaume Ancel, engagé dans l'opération Turquoise française au Rwanda contestera lui-aussi le discours du militaire français notamment dans un livre et sur son blog. Sa présentation des événements étant critiquée par le colonel Jacques Hogard, il précisera que bien que, selon lui, le commandement français ait commis des erreurs, on ne peut lui reprocher certains faits, « car nous n'avons jamais participé au génocide, ni ne sommes restés passifs face à un tel drame ».
D'une manière générale, le Collectif des parties civiles pour le Rwanda se bat depuis 20 ans avec beaucoup de difficultés pour que les personnes accusées de génocide réfugiées sur le sol français soient jugés. Ces retards judiciaires sont considérés comme l'expression concrète d'un négationnisme français par les associations.

### La minimisation et la dérision
Selon le journaliste Patrick de Saint-Exupéry, François Mitterrand aurait dit à un de ses proches en 1994 : « Dans ces pays-là un génocide ce n'est pas trop important ».
En mars 2015, un procès en appel fut intenté par la communauté rwandaise de France contre Canal+ à la suite d'un sketch produit sur cette chaîne le 20 décembre 2013, programmé lors d'une séquence intitulée « Rendez-vous en terre inattendue » qui tournait en dérision le génocide des Tutsis, sur une trame parodiant l'émission de télévision Rendez-vous en terre inconnue. Dans ce sketch on pouvait entendre : « Dors mon enfant car les autres sont morts. Maman est en haut, coupée en morceaux, Papa est en bas, il lui manque les bras. » [... le Rwanda] « est mal organisé parce qu'on te dit « génocide, génocide » moi je trouve qu'il y en a encore un paquet en pleine forme ! ». Ce sketch suscita une tribune libre de Scholastique Mukasonga dans Libération, contraignant la chaîne à s'excuser. Une pétition fut signée par plus de 20 000 personnes. La chaîne Canal+ rediffusa ce sketch le 31 décembre 2013 et le 1er janvier 2014. Le 29 janvier 2014, le Conseil Supérieur de l'Audiovisuel adressa une mise en demeure à Canal+, considérant que « certains propos tenus dans cette séquence portaient atteinte à la dignité de la personne humaine, en dépit du genre humoristique auquel elle entendait être rattachée ». Le délibéré de la cour d'appel de Paris fut prononcé le 13 avril 2015 et fut favorable aux plaignants qui plaidaient que ne pas punir l'apologie du crime de génocide serait contraire à la Constitution française. Le 8 juillet 2015, la communauté rwandaise de France obtient satisfaction devant la Cour de cassation qui accepte sa demande de transmettre sa question prioritaire de constitutionnalité au Conseil constitutionnel.

### Les erreurs factuelles par inversion entre les mots Hutu et Tutsi
Plusieurs inversions entre les mots Hutu et Tutsi furent qualifiées d'involontaires par ceux de leurs auteurs qui se sont exprimés. Mais les rescapés du génocide font à chaque fois part de leur réprobation indignée contre ces propos tenus dans des lieux publics, qui déconstruisent l'histoire, comme dans les deux cas présentés ci-dessous.
Malgré les relectures avant édition de ses documents de formation, le Centre national d'enseignement à distance français a dû s'excuser auprès des rescapés représentés en France par Ibuka France en 2013 pour un document de formation où était écrit : « Le souvenir peut permettre de déterminer les responsabilités et de rendre justice (...) À ce titre, le génocide des Hutu par les Tutsi au Rwanda illustre bien ceci ». Les enseignants à l'origine de cette erreur ne se sont pas exprimés personnellement.
Le 31 janvier 2015, deux journalistes s'exprimant dans l'émission Télématin animée par William Leymergie sur France 2 ont commis la même inversion :
- Damien Thévenot (Télématin) - « Autre photo choc. 94, le génocide des Hutu par les Tutsi. »
- Olivier Royant (directeur de la rédaction de l'hebdomadaire Paris Match, invité) « En 94 se passe cet incroyable événement, sous les yeux de la communauté internationale, le génocide rwandais, où la communauté Hutu va être entièrement massacrée par les Tutsi ».

Damien Thévenot rectifiera son erreur le 10 février 2015 dans la même émission : « Le génocide au Rwanda est le génocide des Tutsi par les extrémistes Hutu ». Olivier Royant ne s'est pas exprimé publiquement sur cette confusion.

## La lutte contre le négationnisme
Comme en Allemagne, après la chute du régime nazi, et en Israël, la nécessité de combattre l'idéologie du génocide fut vivement ressentie par les rescapés, représentés par l'association Ibuka, et le gouvernement rwandais.
La constitution rwandaise de 2003 institua une Commission nationale de lutte contre le génocide. Cette commission est chargée de mener la lutte contre l'idéologie du génocide. Cette commission fut créée par la loi rwandaise 09/2007 du 16 février 2007. Elle est composée de trois instances et a une vocation permanente. Ses travaux effectifs commencèrent en 2008 avec la nomination de ses membres.
En France, depuis janvier 2017, le fait de nier, banaliser ou contester le génocide  contre les Tutsi et les Hutu modérés, est passible de poursuites pouvant conduire à un an d'emprisonnement ou 45 000 euros d'amende.

## Critiques du mésusage de l'accusation de «négationnisme» par le gouvernement de Paul Kagame et certaines associations et autres analyses
La thèse de la négation du génocide des Tutsi du Rwanda développée par le Front patriotique rwandais de Paul Kagame, ainsi que par quelques associations telle que Survie,  considérant notamment comme « négationniste » le fait de contester la thèse d'une complicité de l'État français dans le génocide rwandais, a été sévèrement critiquée par plusieurs historiens et spécialistes de l'Afrique comme Stephen Smith, Filip Reyntjens, Pierre Péan, Charles Onana, Claudine Vidal, André Guichaoua, Bernard Lugan et le colonel Jacques Hogard. Ils affirment que cette polémique se situe en dehors du champ historique. L'hypothèse d'un soutien direct des génocidaires par l'État français avant, pendant et après le génocide, est toutefois relancée en mars 2018 par le journal Le Monde,,,,. Le même journal qui précise, « une variante française introduit une forme particulière d’accusation de négationnisme : elle stigmatise ceux qui n’affirment pas le soutien direct de responsables politiques et militaires français dans l’exécution du génocide. »
Les partisans du président Paul Kagame interprètent toute critique de son régime, notamment celles qui émanent des milieux proches de l'État français et de son armée, comme une volonté de faire oublier la responsabilité des démocraties occidentales dans le génocide. Ainsi, selon Le Monde, « de plus en plus couramment, sont traités de négationnistes les auteurs qui, en même temps qu’ils relatent le génocide des Tutsi, évoquent les crimes de masse commis par le Front patriotique rwandais (FPR), notamment entre 1993 et 1997. » Les accusations de violation des droits de l'homme émanent notamment d'ONG comme Human Rights Watch et Amnesty International ou d'anciens humanitaires. 
Rony Brauman, ex-président de Médecins sans frontières, et Claudine Vidal, chercheuse au CNRS, estiment que l'accusation de négation du génocide au Rwanda serait utilisée par les partisans de Paul Kagame afin d'occulter des crimes de guerre commis au Rwanda et au Congo par le régime de Kigali, dans le but d'assurer l'impunité de ce régime. Cela servirait également à faire taire les opposants. S'appuyant sur Pierre Péan, ils estiment qu'en ce qui concerne l'affirmation selon laquelle un tel déni créerait les conditions d'une reprise de la politique génocidaire, « la réalité est tout autre et on peut s'en féliciter », de nombreux concepteurs et réalisateurs du génocide ayant été arrêtés et condamnés.

### Études du négationnisme du génocide des Tutsi
- Nicolas Bancel, Thomas RIOT , « Génocide ou « guerre tribale » : les mémoires controversées du génocide rwandais », Hermès, La Revue 3/ 2008 (no 52), p. 139-146
- Jean-Damascène Bizimana, L'Église et le génocide au Rwanda. Les Pères Blancs et le négationnisme, L'Harmattan, 2001
- Pierre Bayard et Alain Brossat, Les Dénis de l’histoire. Europe et Extrême-Orient au XXe siècle. Ed. Laurence Teper, 2008
- Philippe Brewaeys, Rwanda 1994 - Noirs et Blancs menteurs, Ed. Racine, Bruxelles, 2013
- Jean-Pierre Chrétien, Le défi de l'ethnisme, [chapitres 12 « Le travail de négation » ; 13 « Le « deuxième génocide ». La relativisation » & 14 « Guerre et démocratie. La justification »]. Paris, éd. Karthala, 1997
- Jean-Pierre Chrétien, « Le génocide du Rwanda : un négationnisme structurel », Ligue des droits de l'homme, juillet 2010
- Catherine Coquio, L’Histoire trouée, négation et témoignage, éd. L'Atalante, coll. « comme un accordéon », Nantes, 2003
- Collectif, « Rwanda Quinze ans après Penser et écrire l’histoire du génocide des Tutsi », incluant des articles de Meïr Waintrater, « Comment ne pas reconnaître un génocide », « Rwanda Quinze ans après Penser et écrire l’histoire du génocide des Tutsi », janvier juin 2009,  p. 173-200 - Hélène Dumas, « L’histoire des vaincus. Négationnisme du génocide des Tutsi du Rwanda », p. 285-347 & Assumpta Mugiraneza, « Négationnisme au Rwanda post-génocide », Revue d’histoire de la Shoah, no 190, janvier juin 2009, p. 285-347
- Collectif, Revue Cités no 57, Dossier Génocide des Tutsi du Rwanda, un négationnisme français ?, PUF  mars 2014 - Éditorial : Yves Charles Zarka - Charlotte Lacoste, Présentation - Emmanuel Cattier, « Les révélations circonscrites d’un rapport parlementaire » - Jean-François Dupaquier, « Propagande noire et désinformation au cœur de l'engagement militaire français » - Jacques Morel, « L’inversion des rôles des tueurs et des victimes » - Mehdi Ba, « L’attentat du 6 avril 1994. Confusion, inversion, négation » - Géraud de La Pradelle et Rafaëlle Maison, « L’ordonnance du juge Bruguière comme objet négationniste » - Raphaël Doridant et Charlotte Lacoste, « Peut-on parler d’un négationnisme d’État ? » Point de vue Patrick de Saint-Exupéry, Déchirer le voile
- Yves Cossic, Théorie du mensonge, L'Esprit frappeur, juin 2008, 130 p.
- Jean-François Dupaquier, L'agenda du génocide - le témoignage de Richard Mugenzi, ex espion rwandais, Karthala, 2010, 365 p.
- Jean-François Dupaquier, Rwanda : le révisionnisme, poursuite du génocide par d'autres moyens, in Verdier, Raymond ; Decaux, Emmanuel ; Chrétien, Jean-Pierre (eds.), Rwanda : un génocide du XXe siècle, Paris : L'Harmattan, 1995, p. 127-136.
- Marie Fierens, Le négationnisme du génocide des Tutsi au Rwanda, Golias, 2009
- Maria Malagardis, Sur la piste des tueurs rwandais, Ed Flammarion 2012
- Jean Ndorimana, Rwanda 1994 : idéologie, méthodes et négationnisme du génocide des Tutsi à la lumière de la chronique de la région de Cyangugu: perspectives dereconstruction, Rome: Vivere In, 2003, 239 p.
- Sénat du Rwanda : Idéologie du génocide et stratégies de son éradication. 2006
- Yves Ternon, « La problématique du négationnisme » revue l'Arche, numéro de mai 2003
- Laure de Vulpian, Thierry Prungnaud, Silence Turquoise - Rwanda 1992-1994 - Responsabilités de l'État français dans le génocide des Tutsi, Don Quichotte éditions, septembre 2012, 460 p

### Autres analyses
- Bernard Debré, La Véritable Histoire des génocides rwandais, éd. Jean-Claude Gawsewitch, 2006
- Hervé Deguine & Stephen Smith, Rwanda : « des morts qui servent à tuer », Le Débat, no 167, mai 2011
- Bernard Lugan, Rwanda : le génocide, l'Église et la démocratie, Paris, Le Rocher, 2004.
  - Rwanda : contre-enquête sur le génocide, Toulouse, Privat, 2007.
  - Rwanda : un génocide en questions, Paris, Le Rocher, 2004, coll. « Lignes de feu »
- Robin Philpot, Ça ne s'est pas passé comme ça à Kigali, Duboiris, 2003, 238 p
- Robin Philpot, Rwanda Crimes, mensonges et étouffement de la vérité, Montréal, Les Intouchables, 2007.
- Pierre Péan, Noires Fureurs, blancs menteurs, Mille et une nuits, novembre 2005
- Abdul Joshua Ruzibiza, Rwanda, l'histoire secrète, Panama, novembre 2005, 500 p.
- Judi Rever, Rwanda, l'éloge du sang, les crimes du Front patriotique rwandais, (In Praise of Blood, ouvrage traduit en français par Cédric Julien), Max Milo, 2020, 306 p., 475 p. avec les annexes et documents du TPIR.

### Auteurs accusés de génocide devant le TPIR ou une juridiction nationale de compétence universelle
- Édouard Karemera, Le drame rwandais : les aveux des chefs de la Mission des Nations unies pour l’Assistance au Rwanda, Lille, Sources du Nil, 2007, 223 p.
- Justin Mugenzi, « Le peuple rwandais accuse », in Jean-Claude Shanda Tonme et Justin Mugenzi, Comprendre le drame rwandais, Yaoundé, Éditions du CRAC, 1995, p. 18-30.
- Ferdinand Nahimana, Rwanda. L’élite hutu accusée, Yaoundé, 1995
- Ferdinand Nahimana, Rwanda: les virages ratés, Lille, Sources du Nil, 2007, 447 p.
- Augustin Ngirabatware, Le faîte du mensonge et de l’injustice, Lille, Sources du Nil, 2006, 611 p.
- Vincent Ntezimana, La Justice belge face au génocide rwandais : l’affaire Ntezimana, Paris, L’Harmattan, 2000, 214 p.